# ITunes Live from SoHo (minialbum Adele)
iTunes Live from SoHo – EP brytyjskiej wokalistki Adele, wydany 3 lutego 2009 roku przez wydawnictwo muzyczne XL Recordings. Minialbum zawiera 8 premierowych kompozycji wokalistki. 
EP dotarł do 105. pozycji na liście przebojów Billboard 200.

## Lista utworów
Opracowano na podstawie materiału źródłowego.
1. „Crazy for You” – 4:35
2. „Right as Rain” – 3:42
3. „Make You Feel My Love” – 4:13
4. „Melt My Heart to Stone” – 3:22
5. „Hometown Glory” – 3:57
6. „Chasing Pavements” – 3:47
7. „Fool That I Am” – 2:30
8. „That’s It, I Quit, I’m Movin’g On” – 2:23